# Нортфілд (Вісконсин)
Нортфілд (англ. Northfield) — місто (англ. town) в США, в окрузі Джексон штату Вісконсин. Населення — 674 особи (2020).

## Демографія
Згідно з переписом 2010 року, у місті мешкало 639 осіб у 250 домогосподарствах у складі 185 родин. Було 289 помешкань
Расовий склад населення:
| - 96,7 % — білих - 0,6 % — азіатів - 0,2 % — вихідців з тихоокеанських островів - 0,2 % — чорних або афроамериканців |

До двох чи більше рас належало 1,7 %. Частка іспаномовних становила 1,1 % від усіх жителів.
За віковим діапазоном населення розподілялося таким чином: 22,7 % — особи молодші 18 років, 59,0 % — особи у віці 18—64 років, 18,3 % — особи у віці 65 років та старші. Медіана віку мешканця становила 46,2 року. На 100 осіб жіночої статі у місті припадало 112,3 чоловіків;  на 100 жінок у віці від 18 років та старших — 118,6 чоловіків також старших 18 років.
Середній дохід на одне домашнє господарство  становив 69 881 долар США (медіана — 59 167), а середній дохід на одну сім'ю — 74 800 доларів (медіана — 68 125). Медіана доходів становила 46 250 доларів для чоловіків та 35 781 долар для жінок. За межею бідності перебувало 12,8 % осіб, у тому числі 9,6 % дітей у віці до 18 років та 11,5 % осіб у віці 65 років та старших.
Цивільне працевлаштоване населення становило 364 особи. Основні галузі зайнятості: виробництво — 18,4 %, освіта, охорона здоров'я та соціальна допомога — 15,7 %, сільське господарство, лісництво, риболовля — 12,9 %, мистецтво, розваги та відпочинок — 10,4 %.